# Anders Boson
Anders Boson, född 27 april 1974, är en svensk sångare, låtskrivare och trumpetare. Han inledde sin solokarriär 2008 efter att tidigare ha varit medlem i popbandet Fibes, Oh Fibes! 2010 släpptes debutalbumet Don't let me go på Bearflag Records. Skivan fick överlag väldigt fina recensioner. Recensenterna refererade till debutskivan som en mix mellan Van Morrison, Chet Baker, Michael Franks, och Nino Ramsby. Uppföljande albumet New Beginnings (Bearflag Records) som släpptes 2016 fick inte samma mediala uppmärksamhet men fina vitsord i skriven press Under åren som följt har Boson rört sig mer mot jazzmusiken. Han startade  jazztrion Boson Jardemark Bergström 2019 som året därpå släppte skivan "Time after Time" (Bearflag Records). Parallellt så bildade han 2020 Anders Boson Jazz Ensemble som i februari 2021 släppte skivan "Kärleken" på Hoob Records. Skivan, som huvudsakligen består av Bosons egenkomponerade musik, har arrangerats för sång, pianotrio och tre blås. "Kärleken" fick överlag väldigt fina recensioner i skriven press och musiken på skivan beskrivs som romantisk softjazz. Redan 2023 släppte ensemblen uppföljande album "Blåa dar". Boson har på detta album samarbetat med saxofonisten och arrangören Axel Mårdsjö för att utveckla bandets sound ytterligare. Även detta album togs emot väl av recensenterna.

## Diskografi

### Album
- 2010 – Don't Let Me Go
- 2016 – New Beginnings
- 2020 – Time after Time (Boson Jardemark Bergström)
- 2021 – Kärleken (Anders Boson Jazz Ensemble)
- 2023 – Blåa dar (Anders Boson Jazz Ensemble)

### Singlar
- 2010 – "I Will Remember"
- 2016 – "Prelude"
- 2016 – "Time after Time"
- 2016 – "Inside of You"
- 2016 – "If You Were Mine"